# Azores (Córdoba)
Azores es una entidad de población española del municipio de Priego de Córdoba, perteneciente a la provincia de Córdoba, en la comunidad autónoma de Andalucía.

## Historia
Hacia mediados del siglo XIX, el lugar, ya por entonces perteneciente a Priego de Córdoba, tenía contabilizadas 34 casas, la mayor parte diseminadas. Aparece descrito en el tercer volumen del Diccionario geográfico-estadístico-histórico de España y sus posesiones de Ultramar de Pascual Madoz de la siguiente manera:

AZORES: part. rural en lá prov. de Córdoba, part. jud. y térm. de Priego, abadía mitrada de Alcalá la Real. El part. propiamente dicho está sit. al N. de Priego entre esta v. y Castil de Campos: tiene alc p., cuya jurisd. se estiende á los part. rurales de los prados y la vega que se hallan á la parte NOE. de Priego: en todos 3 se cuentan 34 casas pequeñas, la mayor parte en huertas y diseminadas por todo el distrito. El terreno es llano en la vega que ocupa el centro de la jurisd. del alc., y montuoso y entrecortado por algunas llanuras en los prados y azores, siendo la tierra con pocas escepciones de inferior calidad, si bien esta falta se suple con los muchos abonos, y con el riego de que goza una gran parte de ella en la vega y prados, por las aguas de la fuente del Rey, nacimiento que se encuentra dentro de la v. de Priego, y en Azores por la fuente de este nombre, que nace en paraje elevado y es bastante abundante; el r. Salado baña también su térm., pasando por entre Azores y la vega: por los prados cruza el camino de herradura que conduce á Córdoba, y por la vega el de Alcaudete, por el que han transitado carruages, pero en la actualidad está en bastante mal estado: prod.: grano, semillas, aceite, vino, frutas y hortaliza; la cosecha de granos y semillas segun el quinquenio de 1830 á 1835, es de 5,440 fan. de trigo, 294 de cebada, 744 de de habas, 86 de garbanzos y 22 de escaña: la ind. se reduce á 2 molinos harineros y 2 de aceite: pobl.: (V. Priego).
(Madoz, 1846)

En 2022, la entidad singular de población tenía empadronados 41 habitantes.